# Adversário (Marvel Comics)
O Adversário é um personagem fictício, um supervilão demoníaco que aparece nas histórias em quadrinhos norte-americanas publicadas pela Marvel Comics.

## Histórico de publicação
O Adversário apareceu pela primeira vez em Uncanny X-Men #188 (dezembro de 1984) e foi criado por Chris Claremont e John Romita Jr.

## Biografia de personagem fictício
O Adversário é um demônio que foi inicialmente convocado pelo membro dos X-Men, Forge, há várias décadas e desde então voltou para antagonizar os X-Men e ameaçar o mundo inteiro.
Durante a Guerra do Vietnã, Forge viu sua companhia ser morta pelos norte-vietnamitas. Forge aproveitou sua herança xamânica há muito suprimida para convocar o Adversário para destruir os atacantes, mas depois recuperou os sentidos e baniu o demônio. No entanto, o Adversário conseguiu uma posição segura na Terra graças às ações de Forge.
Anos mais tarde, o mentor de Forge, Nazé, foi morto e sua forma e memórias roubadas por um Dire Wraith, um parasita alienígena. O impostor Nazé convocou o Adversário, apenas para ser destruído pelo demônio. O Adversário conseguiu então escapar da dimensão à qual estava vinculado, capturando Forge e sua aliada, Tempestade dos X-Men, e aprisionando-os na fortaleza sobrenatural da deusa Roma, a quem ele subjugou.
O Adversário então viajou para Dallas, Texas, e lutou contra as forças combinadas dos X-Men e da Força da Liberdade durante o crossover "A Queda dos Mutantes". Em última análise, a única maneira de banir permanentemente o Adversário era nove almas se sacrificarem voluntariamente em um feitiço mágico. Os X-Men concordaram e Forge lançou o feitiço. Os X-Men morreram, mas Roma secretamente os devolveu à vida.
O Adversário mais tarde retornou à Terra, tendo nascido fisicamente, mas foi novamente banido por Forge, que na época era afiliado ao X-Factor.
Durante o enredo do próprio Medo, o Adversário comparece à Defesa do Diabo para falar sobre as ações da Serpente na Terra.
O Adversário possui Forge em Cable e X-Force - Volume 4, mas está preso em uma prisão mental dentro do subconsciente do Dr. Nemesis.

## Poderes e habilidades
O Adversário é um poderoso demônio da mais alta ordem e possui vastos poderes sobrenaturais. Ele é virtualmente invulnerável a qualquer coisa, exceto à magia e ao ferro mais poderosos. Ele tem força e resistência sobre-humanas.
Ele pode entrar e sair de diferentes planos de existência e dimensões à vontade e tem poderes de distorcer a realidade. Ele também pode convocar demônios e outras criaturas sobrenaturais para cumprir suas ordens.